# Acacia rurrenabaqueana
Acacia rurrenabaqueana är en ärtväxtart som beskrevs av Henry Hurd Rusby. Acacia rurrenabaqueana ingår i släktet akacior, och familjen ärtväxter. Inga underarter finns listade i Catalogue of Life.